# Bethany (Oklahoma)
Bethany es una ciudad ubicada en el condado de Oklahoma en el estado estadounidense de Oklahoma. En el año 2010 tenía una población de 19051 habitantes y una densidad poblacional de 1.411,19 personas por km².

## Geografía
Bethany se encuentra ubicada en las coordenadas 35°30′17″N 97°38′20″O / 35.50472, -97.63889 (35.504607, -97.638818).

## Demografía
Según la Oficina del Censo en 2000 los ingresos medios por hogar en la localidad eran de $35,073 y los ingresos medios por familia eran $43,905. Los hombres tenían unos ingresos medios de $30,180 frente a los $24,747 para las mujeres. La renta per cápita para la localidad era de $176666,793. Alrededor del 9.0% de la población estaban por debajo del umbral de pobreza.